# Korbinian Geibel
Korbinian Geibel (* 8. Juli 2002 in Starnberg) ist ein deutscher Eishockeyspieler, der seit November 2021 bei den Eisbären Berlin aus der Deutschen Eishockey Liga (DEL) unter Vertrag steht und dort auf der Position des Verteidigers spielt. Mit den Eisbären Berlin gewann Geibel zwischen den Jahren 2022 und 2025 dreimal die Deutsche Meisterschaft.

## Karriere

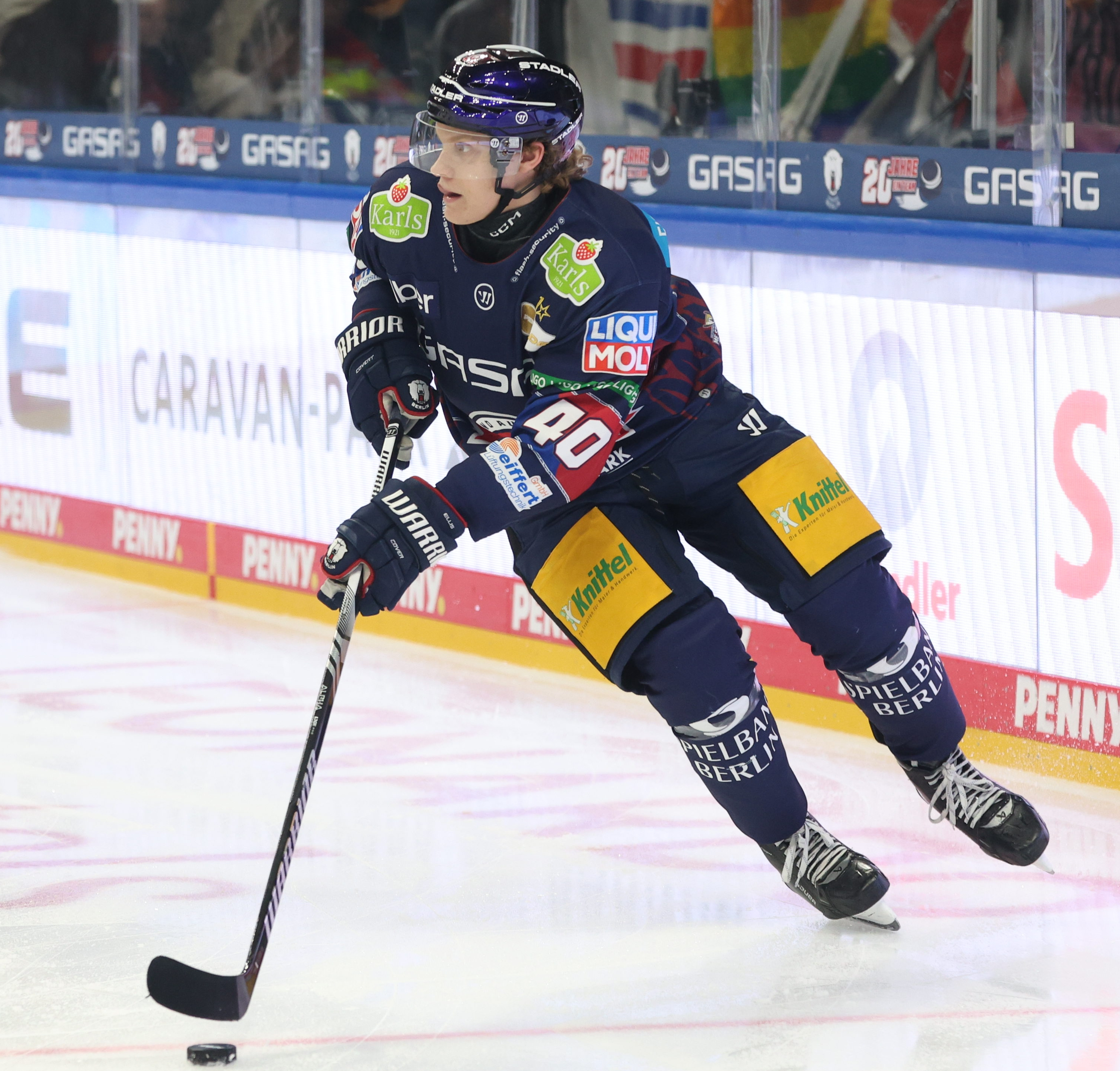
Geibel im Trikot der Eisbären Berlin (2024)

Geibel begann seine Eishockeykarriere in der Nachwuchsabteilung der Wanderers Germering, wo er bis zum Sommer 2015 aktiv war. Danach wechselte der Verteidiger zu den Junioren des ESV Kaufbeuren, für deren U16-Mannschaft er unter anderem in der Schüler-Bundesliga auflief. Nach drei Jahren zog es das Talent zur Spielzeit 2018/19 in die Kaderschmiede der Eisbären Berlin. Für die Eisbären Juniors lief der gebürtige Bayer fortan in der U17-Bundesliga und Deutschen Nachwuchsliga (DNL) auf. Über den Zeitraum von drei Spieljahren absolvierte Geibel 57 Partien für die U20-Junioren in der DNL.
Bereits im Verlauf der Saison 2020/21 kam der 18-Jährige zu seinem Profidebüt. Neben 30 Einsätzen für die Lausitzer Füchse in der DEL2 bestritt Geibel auch zwei Spiele für die Eisbären in der Deutschen Eishockey Liga (DEL). Auch in den beiden folgenden Jahren, in denen der Abwehrspieler mit den Eisbären im Frühjahr 2022 den Gewinn der Deutschen Meisterschaft feierte, lief er hauptsächlich für den Kooperationspartner aus der Lausitz auf. Mit dem Beginn der Saison 2023/24 etablierte sich Geibel im Stammkader der Eisbären Berlin und absolvierte auf dem Weg zum erneuten DEL-Titelgewinn alle 67 Saisonspiele in der nationalen Meisterschaft. In der Spielzeit 2024/25 stellte der Defensivakteur mit 14 Scorerpunkten in der Hauptrunde einen persönlichen Bestwert auf. Im Frühjahr 2025 verteidigte er mit dem Klub den Meisterschaftsgewinn.

### International
Auf internationaler Ebene kam Geibel bereits ab der Spielzeit 2017/18 für die Juniorennationalmannschaften des Deutschen Eishockey-Bundes zu Einsätzen. Es dauerte allerdings bis zur U20-Junioren-Weltmeisterschaft 2022, bis er sein erstes internationales Turnier absolvierte. In fünf Turnierspielen blieb Geibel punktlos, während die deutsche U20-Auswahl den sechsten Platz belegte. Zuvor hatte der Abwehrspieler bereits im Kader beim abgebrochenen Event der Weltmeisterschaft 2022 gestanden, war aber nicht zum Einsatz gekommen.
Sein Debüt in der A-Nationalmannschaft gab Geibel im Februar 2024, als er von Bundestrainer Harold Kreis zu zwei Testspielen gegen die Slowakei eingeladen wurde. Die DEB-Auswahl trat dabei ausschließlich mit U25-Spielern an. Vor der Weltmeisterschaft 2025 wurde der Verteidiger erstmals in den Kader für die Welttitelkämpfe berufen.

## Erfolge und Auszeichnungen
- 2022 Deutscher Meister mit den Eisbären Berlin
- 2024 Deutscher Meister mit den Eisbären Berlin
- 2025 Deutscher Meister mit den Eisbären Berlin

## Karrierestatistik

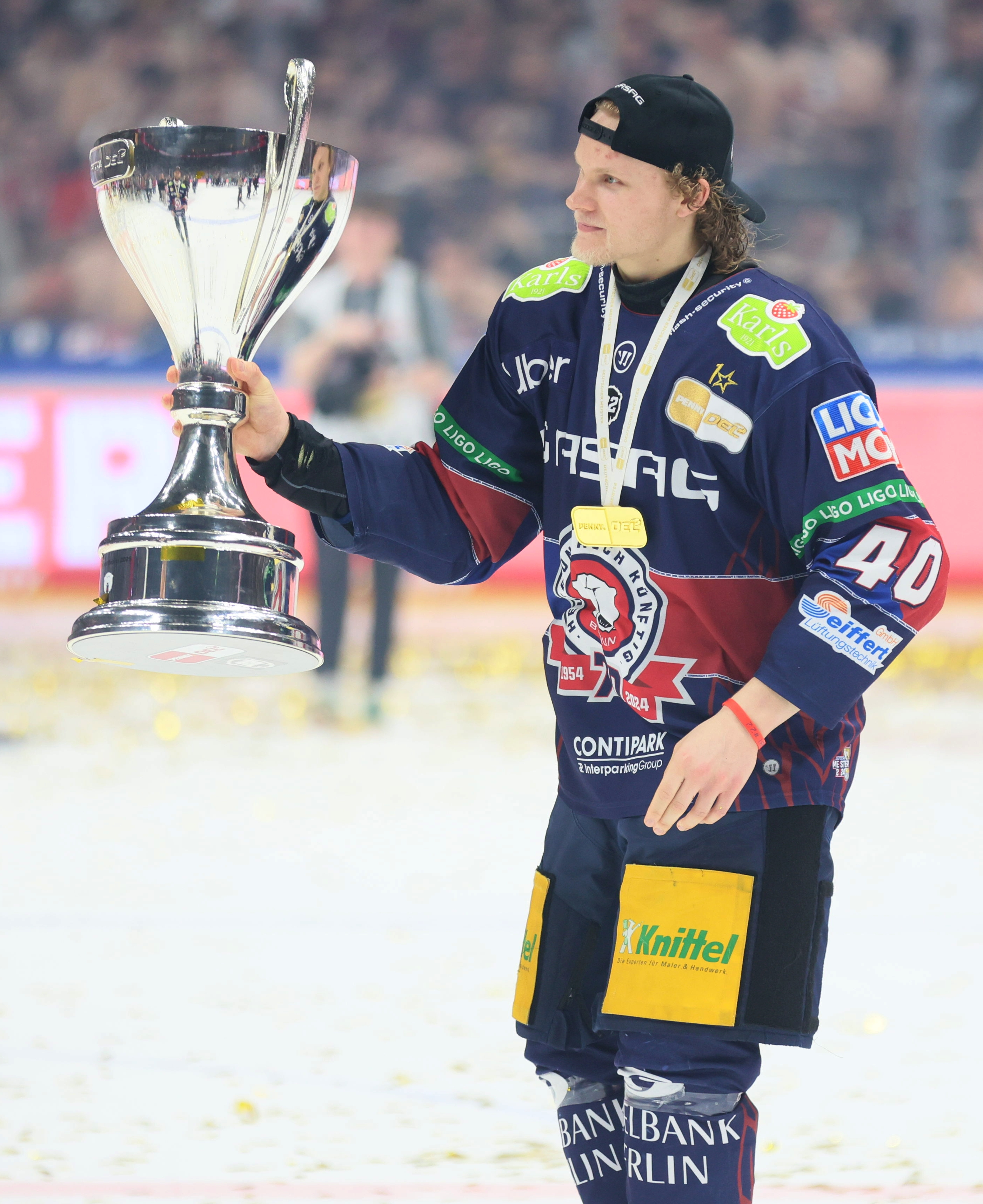
Geibel nach dem Gewinn der Deutschen Meisterschaft (2025)

Stand: Ende der Saison 2024/25

### International
Vertrat Deutschland bei:
- abgebr. U20-Junioren-Weltmeisterschaft 2022
- U20-Junioren-Weltmeisterschaft 2022
- Weltmeisterschaft 2025

(Legende zur Spielerstatistik: Sp oder GP = absolvierte Spiele; T oder G = erzielte Tore; V oder A = erzielte Assists; Pkt oder Pts = erzielte Scorerpunkte; SM oder PIM = erhaltene Strafminuten; +/− = Plus/Minus-Bilanz; PP = erzielte Überzahltore; SH = erzielte Unterzahltore; GW = erzielte Siegtore; 1 Play-downs/Relegation; Kursiv: Statistik nicht vollständig)